# Etobicoke-Lakeshore

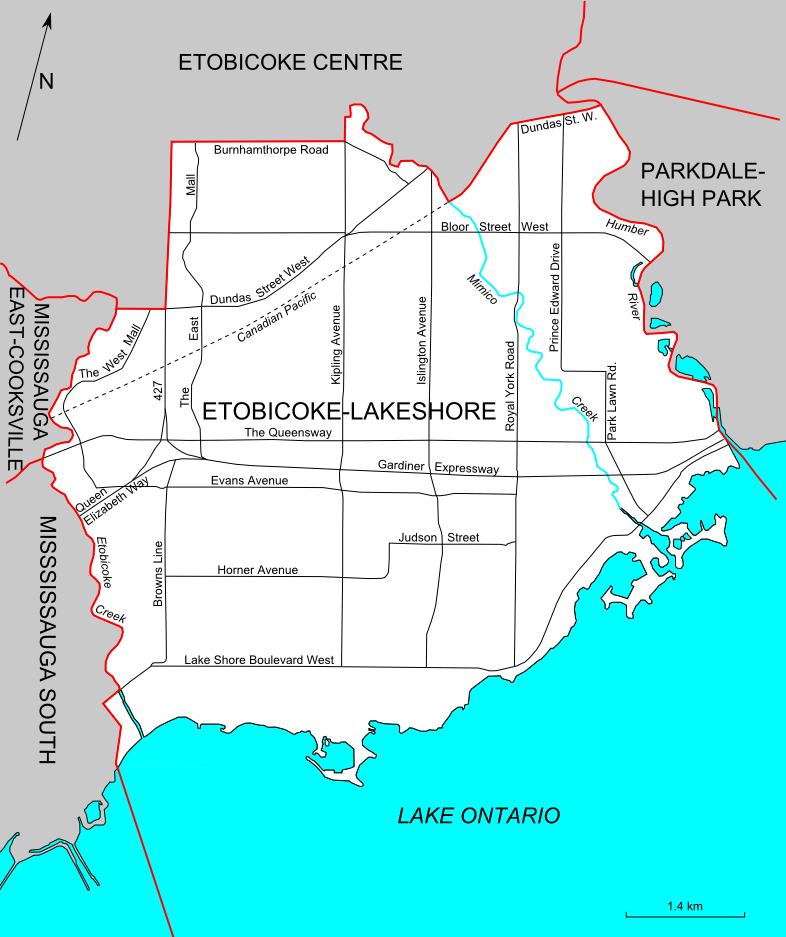
Okrsek Etobicoke–Lakeshore

Etobicoke–Lakeshore je federální volební okrsek v Ontariu, který má své zastoupení v Dolní sněmovně od roku 1968. 
Zabírá jižní část etobicokeské části Toronta na břehu Lake Ontaria, včetně Lakeshoreských městeček Mimico, New Toronto a Long Beach.
Žije zde 114 641 lidí, z nichž je 81 150 oprávněných voličů.
Současným členem kanadského parlamentu za tento okrsek je Michael Ignatieff.

## Seznam členů kanadského parlamentu za tento okrsek
- 1968–1972: Ken Robinson (L)
- 1972–1974: Terry Grier (NDP)
- 1974–1984: Ken Robinson (L)
- 1984–1993: Patrick Boyer (PC)
- 1993–2006: Jean Augustine (L)
- od 2006: Michael Ignatieff (L)